# Кушлауч
Кушлауч (на руски: Кушлауч; на татарски: Кушлавыч) е село, разположено в Арски район, Татарстан. Населението му през 2010 година е 151 души, всички етнически татари.

## Личности
- Хабдула Тукай (1886 – 1913) – писател, литературен критик